# Trypanaeus schmidti
Trypanaeus schmidti är en skalbaggsart som beskrevs av Heinrich Bickhardt 1916. Trypanaeus schmidti ingår i släktet Trypanaeus och familjen stumpbaggar. Inga underarter finns listade i Catalogue of Life.